# Nederlandsche Buurtspoorweg-Maatschappij
De N.V. Nederlandsche Buurtspoorweg-Maatschappij (NBM), gevestigd te Zeist, was van 1900 tot 1973 een Nederlands vervoerbedrijf dat tram- en lokaalspoorwegen en later, onder de naam Nederlandse Buurtvervoer Maatschappij, buslijnen exploiteerde in de provincies Noord-Holland, Utrecht en Gelderland.

## Geschiedenis
De NBM werd opgericht op 14 december 1900, als zelfstandige dochteronderneming van de Nederlandsche Centraal-Spoorweg-Maatschappij (NCS). De NBM legde in 1901 de lokaalspoorweg Bilthoven–Zeist aan, die werd geëxploiteerd door de NCS als zijtak van de Centraalspoorweg (Utrecht–Amersfoort–Zwolle). In 1908 opende de maatschappij de Zuiderzeetramweg.
In 1927 nam de NBM de Ooster Stoomtram-Maatschappij (OSM) over, en daarmee de elektrische tramlijnen Utrecht–Zeist (normaalspoor) en Amersfoort–Zeist–Rhenen–Arnhem (kaapspoor), inclusief de exploitatie van de Tram Oosterbeek Laag (TOL). Deze lijnen werden in 1937 (Rhenen–Arnhem) en 1949 (overige lijnen) opgeheven en door busdiensten vervangen. De TOL-lijn werd in 1937 overgedragen aan de Arnhemse tram.
In 1944 werd de Gooische Tramweg Maatschappij (GTM) overgenomen. De laatste stoomtramdiensten in het Gooi werden in 1947 beëindigd.
Van 1949 tot 1973 was de NBM - inmiddels voor 90% een NS-dochter - uitsluitend een busbedrijf. De streekvervoerconcessie gold voor het gebied tussen Amsterdam, Hilversum, Utrecht, Amersfoort en Arnhem, met stadsdiensten te Hilversum en Ede. Vanaf 1955 reed de NBM op een gezamenlijke concessie met de particuliere busbedrijven Tensen te Soest en De Haas te Veenendaal. Deze laatste werd in 1971 door de NBM overgenomen. In 1973 fuseerde de NBM met Maarse & Kroon (MK) tot Centraal Nederland (CN).
Naast de lijndiensten was de NBM zeer actief in de reisbureau- en touringcarwereld, onder meer als participant in Europabus en Car-A-Van Tours.
Vanaf 1955 had de NBM de directie, administratie en bedrijfsvoering in handen van de NV Autobusdienstonderneming Velox te Andelst en vanaf 1966 van de opvolger daarvan, de door fusie ontstane Betuwse Streekvervoer Maatschappij (BSM) te Tiel. Het beheer door de NBM werd beëindigd toen de BSM per 1 januari 1971 werd ingelijfd door de Zuidooster te Gennep.    

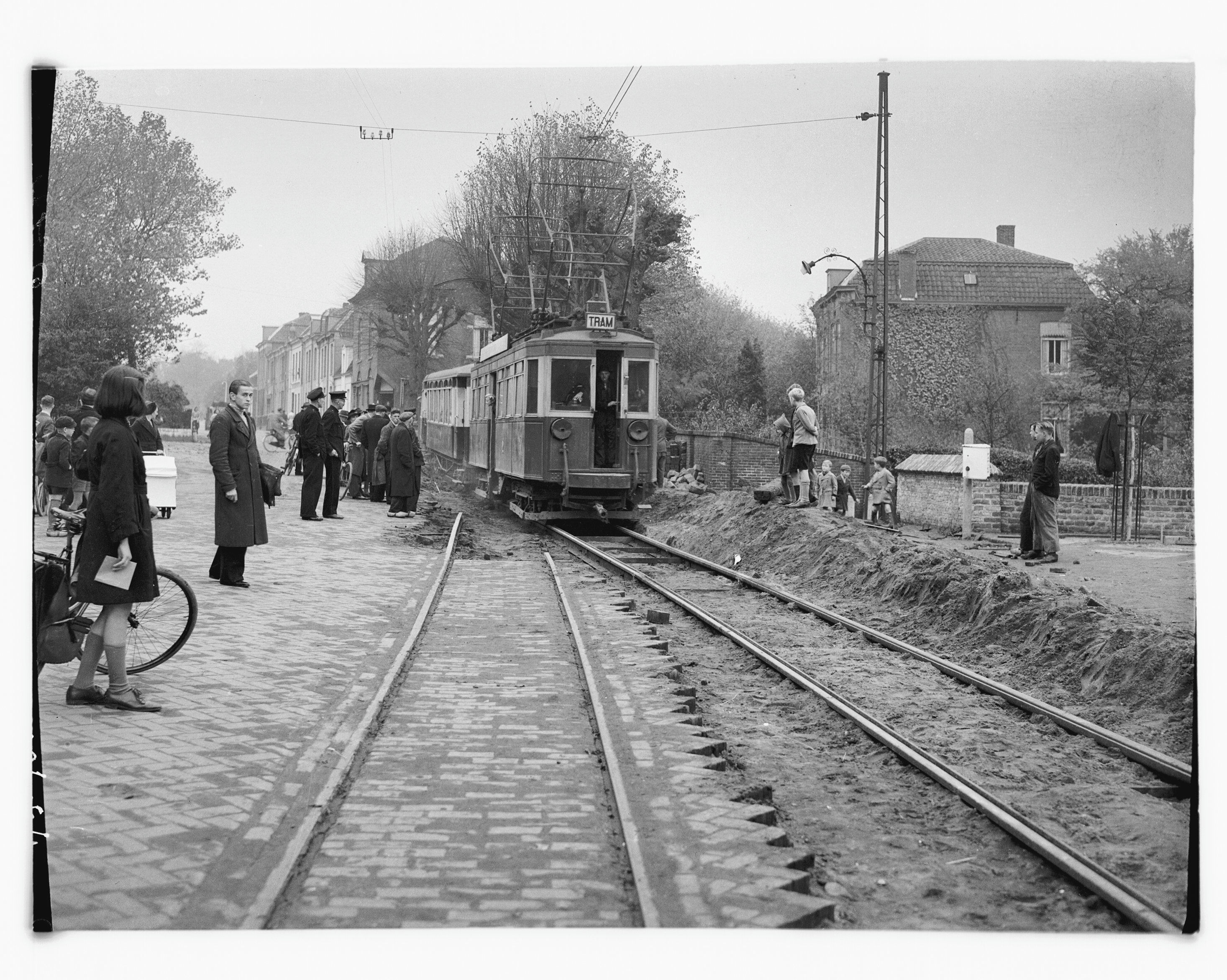
NBM-tram te Rhenen (tramlijn Amersfoort - Arnhem) in 1941 na herstel oorlogsschade
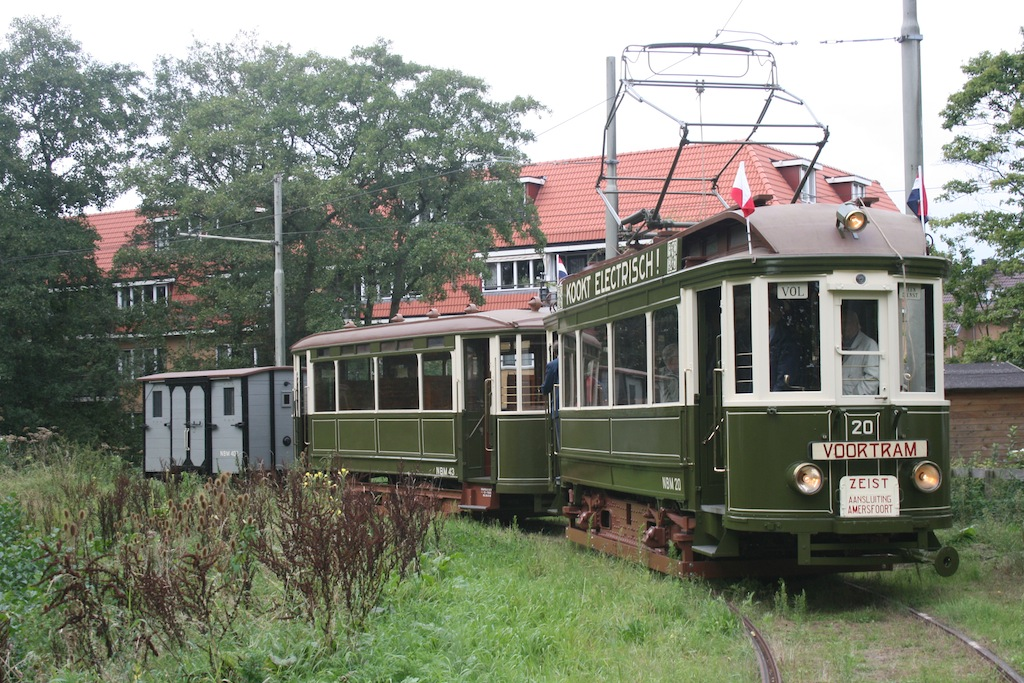
Museumtramstel afkomstig van de NBM-tramlijn Utrecht - Zeist
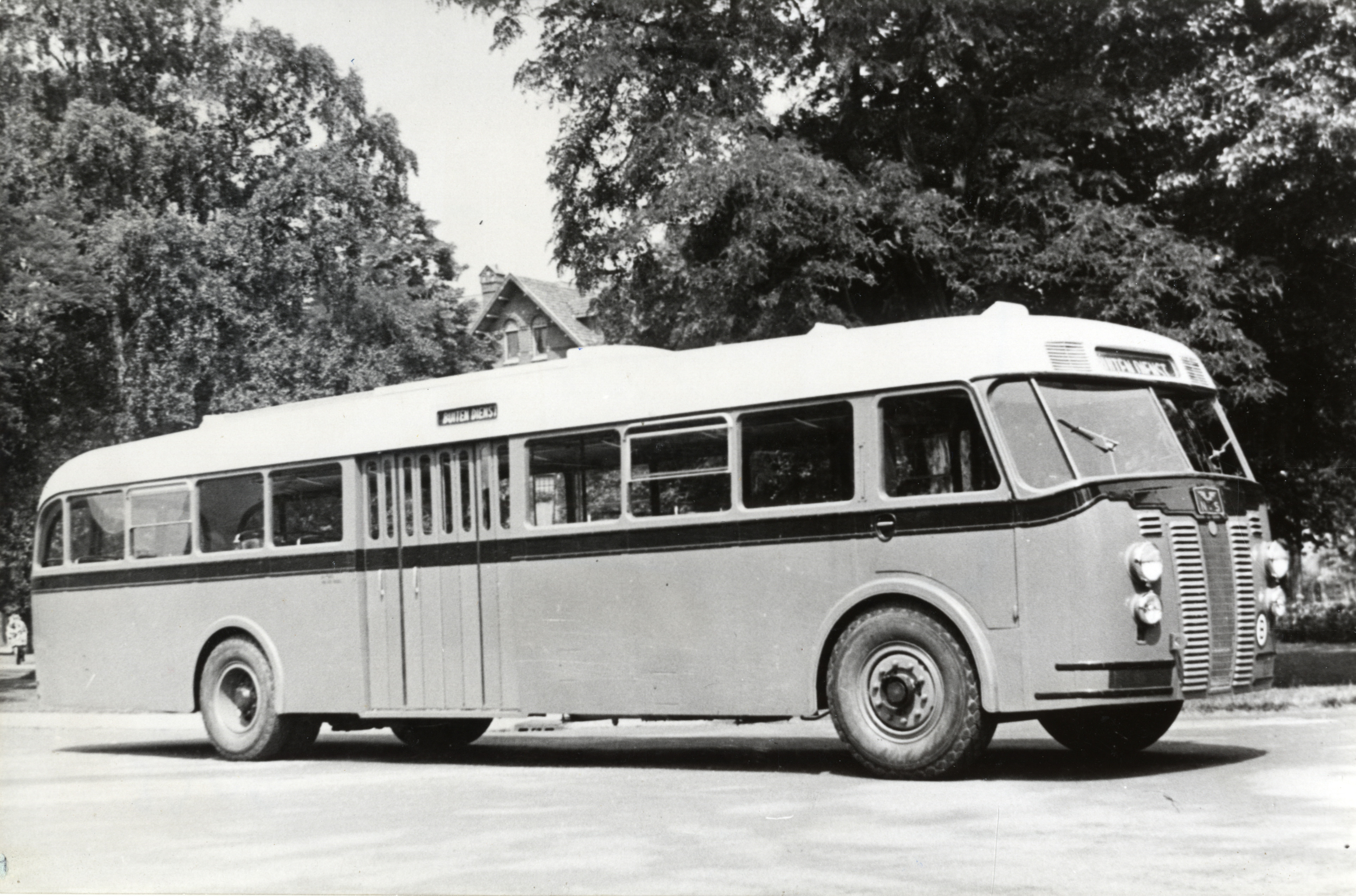
Crossley SD42/1 nr. 1209 met Werkspoor-carrosserie voor de NBM in 1947
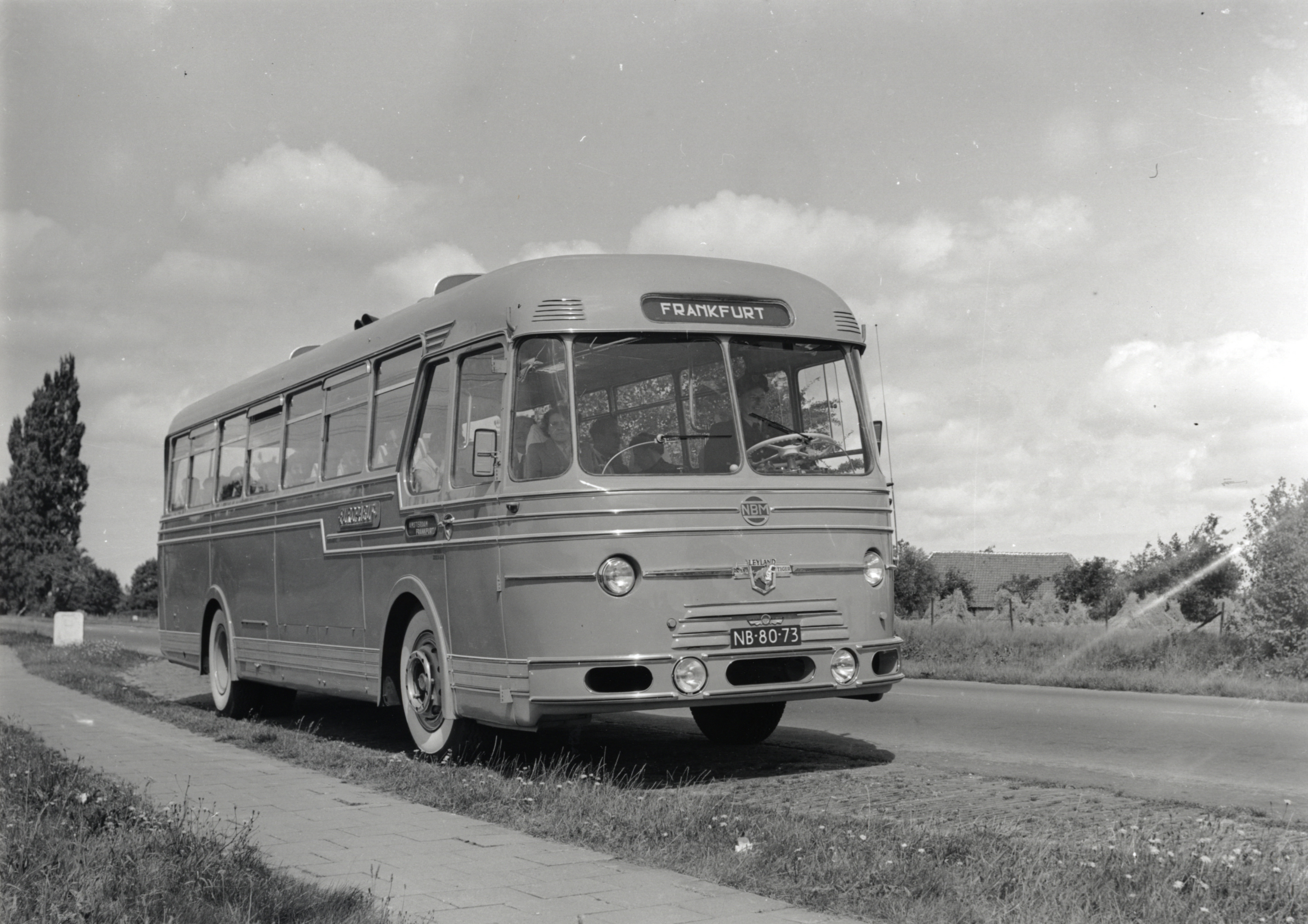
Leyland-Den Oudsten touringcar van de NBM als Europabus in 1953
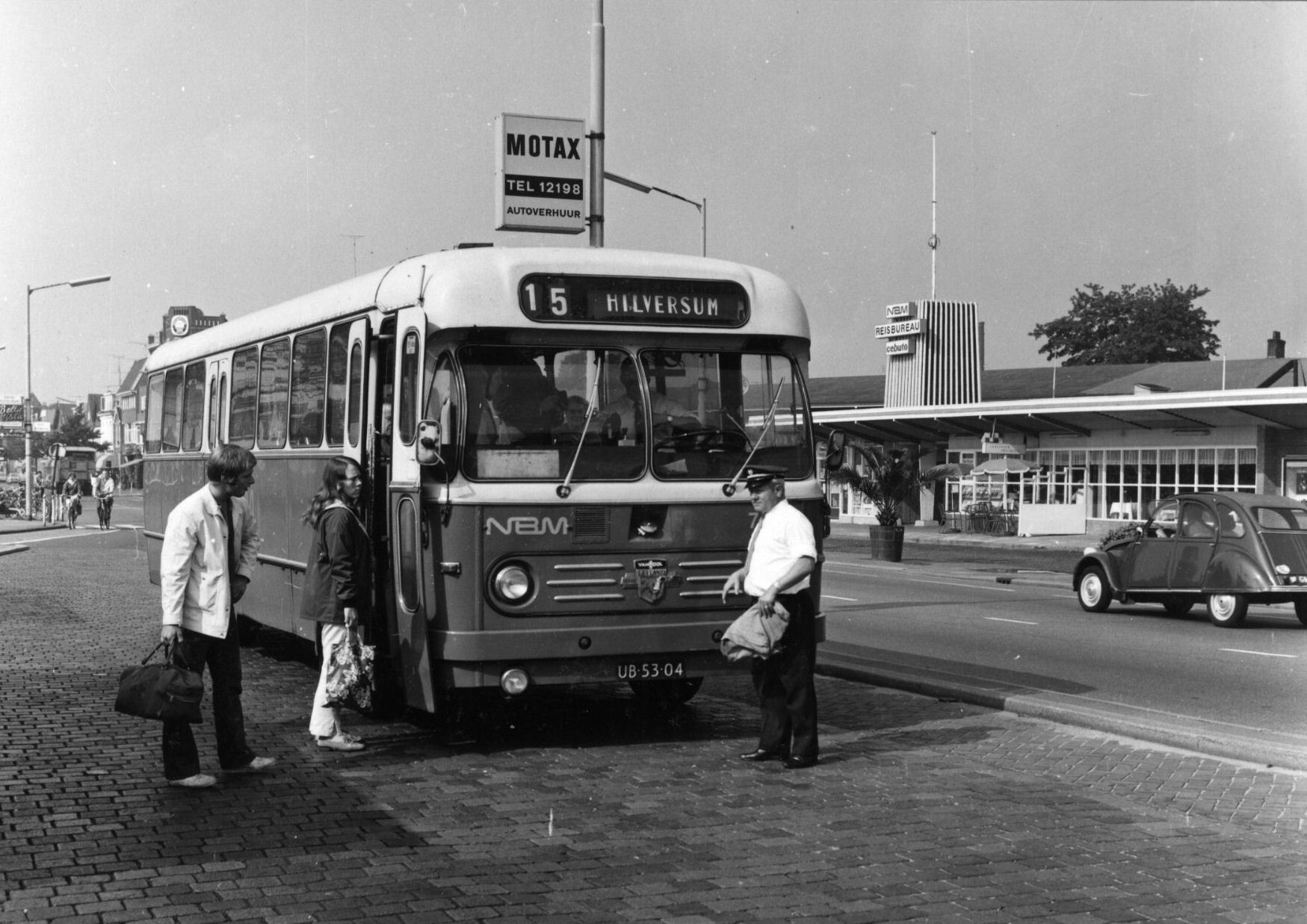
Leyland-Van Hool bolramer-streekbus, representatief voor de NBM in de jaren zestig, in Zeist
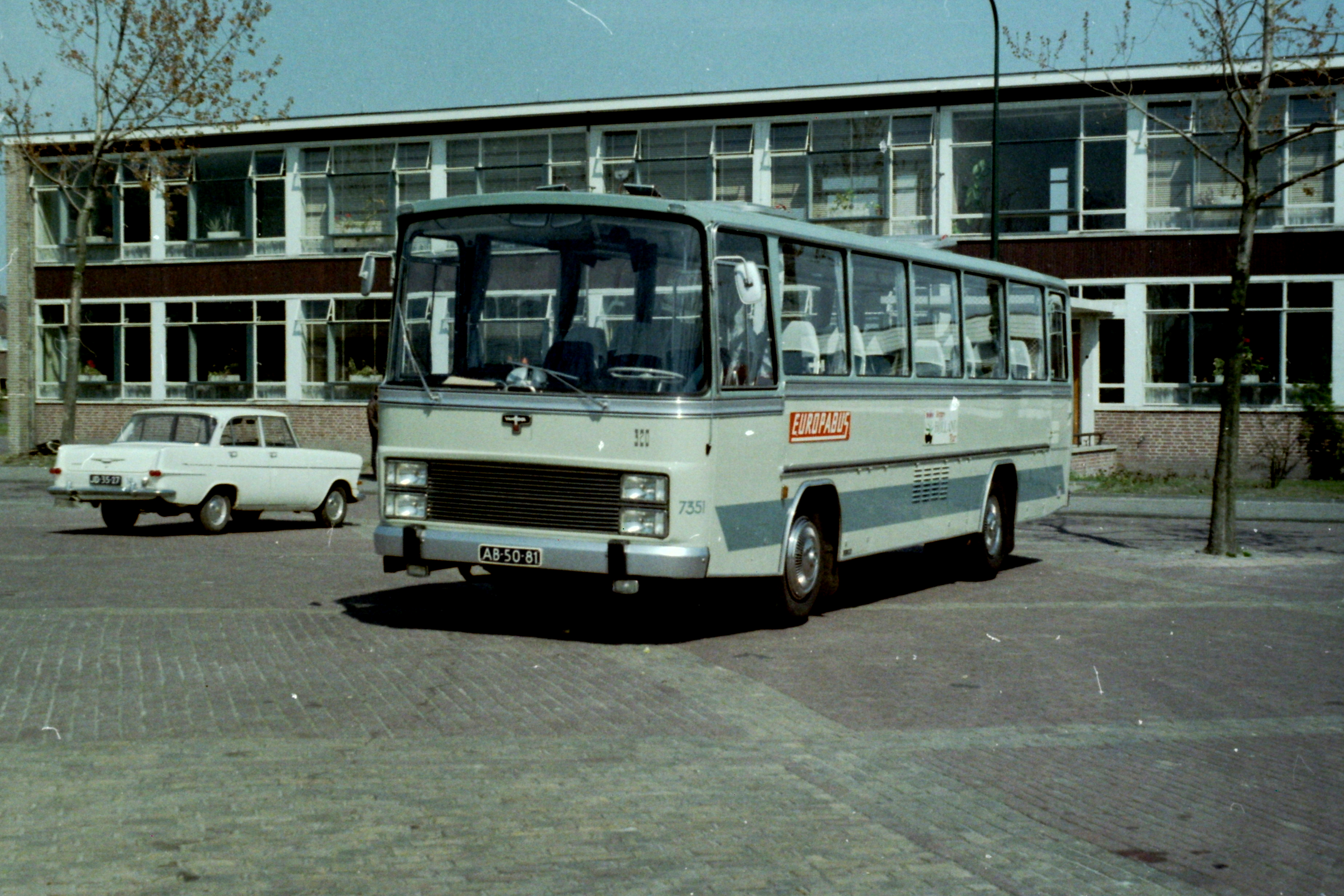
Van Hool-FIAT 320R-touringcar te Bolsward (Plein 40-45).